# Carrollite
La carrolite est une espèce minérale composée de sulfure de cobalt, de nickel et de cuivre de formule Cu (Co,Ni)2S4  avec des traces : Fe.
Elle forme avec la polydymite, la siegénite, la violarite et la linnaéite, une série où les différents éléments (Co,Ni, Fe,Cu) se remplacent isomorphiquement dans de large proportion.  Groupe d'appartenance de la linnaéite. Le statut de cette espèce a été approuvé par l'IMA en 1980. C'est un minerai de cobalt.

## Inventeur et étymologie
Décrite par William Leonard Faber en 1852. Le nom dérive de celui du comté du topotype.

## Topotype
Mine de Patapsco, Finksburg, Comté de Carroll, Maryland, États-Unis.

## Cristallographie
- Groupe d'espace Fd3m (n°227)
- Paramètres de la maille conventionnelle : a = 9,48, Z = 8 ; V = 851,97
- Densité calculée = 4,83

## Gîtologie
C'est un minéral des veines hydrothermales. Cette espèce apparaît en début de la métasomatose des gisements de cuivre constitués principalement de sulfures.

### Minéraux associés
bornite, chalcocite,  chalcopyrite, cobaltocalcite, digénite, djurleite, gersdorffite, linnaéite, millérite, polydymite, pyrrhotite, pyrite, siegénite, sphalérite, tétraédrite, ullmannite.

## Gisements remarquables
- États-Unis

Mine de Patapsco, Finksburg, Comté de Caroll, Maryland, États-Unis.
- France

Les Clausis, Saint-Véran, Hautes-Alpes, Provence-Alpes-Côte d'Azur 
Mine de la Finosa (Fontana Rossa), Ghisoni, Corte, Haute-Corse, Corse
- Zaïre

Kamoya South II Mine, Kamoya, Kambove, Musonoï, Katanga

## Synonymie
- Carrolite
- Corrolite[7]
- Sychnodymite (Laspeyres)  Initialement décrite sur des échantillons d'Eiserfeld [8]